# FIFA Manager 10
FIFA Manager 10 é um jogo eletrônico de futebol desenvolvido pela Bright Future e publicado pela EA Sports em 30 de outubro de 2009, apenas para o Windows. Tal como nos restantes jogos da série FIFA Manager, você vive a vida de um dirigente de futebol, tendo a chance de criar o plantel do time, as táticas, os métodos de treino, gerir as finanças do clube, gerir o estádio, o merchandising do clube, etc.